# Zia
A Zia női név a -zia végű nevek (pl. Ambrózia, Hortenzia), de elsősorban a Terézia önállósult beceneve .

## Rokon név
Ambrózia, Hortenzia, Terézia

## Gyakorisága
Az újszülötteknek adott nevek körében az 1990-es években szórványosan fordult elő. A 2000-es és a 2010-es években sem szerepelt a 100 leggyakrabban adott női név között.
A teljes népességre vonatkozóan a Zia sem a 2000-es, sem a 2010-es években nem szerepelt a 100 leggyakrabban viselt női név között.

## Névnapok
április 17.